# Bò Vaynol
Bò Vaynol là một trong những giống bò hiếm nhất của Vương quốc Anh với dưới 150 cá thể bò giống này được đăng ký ở Anh. Loài gia súc này hiện được liệt kê là động vật "nguy cấp" trong danh sách Hiến chương sống còn của giống hiếm. Hiện tại có ba đàn bò Vaynol đã được đăng ký chính thức tại Vương quốc Anh. Cùng với Chillingham, nó là một trong hai loại bò White Park.

## Ngoại hình
Loài có nguy cơ tuyệt chủng này rất giống với bò White Park. Bò Vaynol có hình dáng nguyên thủy và góc cạnh với những cái bắp chân cong cong và một cái mông dốc. Chúng có thể có màu trắng với các đốm đen hoặc hoàn toàn đen. Các đốm màu có được tìm thấy trên tai, mí mắt, móng guốc, mũi, vào điểm sừng và đôi khi chúng có chân có đốm màu, như "vớ đen". Những con cái có thể có núm vú đen trên ngực của chúng. Con đực có sừng dài, được phát triển bên ngoài đầu, hướng lên trên. Con cái không có sừng. Bò đực có trọng lượng từ 400–450 kg và bò cái nặng từ 300 đến 350 kg.

## Hành vi
Đàn bò đã được chuyển từ Vaynol Park và hiện đang được chăm sóc bởi con người. Tuy nhiên, chúng vẫn chưa thuần hóa và không tin tưởng con người. Bò Vaynol được coi là loài hoang dã trong quá khứ, nhưng do tình trạng nguy cấp hiện tại của nó và do đó cần phải tiếp xúc với con người nhiều lên, chúng bây giờ được coi là loài bán hoang dã. Yêu cầu dinh dưỡng của chúng thấp do kích thước và trọng lượng nhỏ. Giống bò này được phân loại là bò lấy thịt vùng cao.